# Parker City (Indiana)
Parker City es un pueblo ubicado en el condado de Randolph en el estado estadounidense de Indiana. En el censo de 2010 tenía una población de 1419 habitantes y una densidad poblacional de 967,98 personas por km².

## Geografía
Parker City se encuentra ubicado en las coordenadas 40°11′23″N 85°12′14″O / 40.18972, -85.20389. Según la Oficina del Censo de los Estados Unidos, Parker City tiene una superficie total de 1.47 km², de la cual 1.47 km² corresponden a tierra firme y (0%) 0 km² es agua.

## Demografía
Según el censo de 2010, había 1419 personas residiendo en Parker City. La densidad de población era de 967,98 hab./km². De los 1419 habitantes, Parker City estaba compuesto por el 97.67% blancos, el 0.49% eran afroamericanos, el 0.35% eran amerindios, el 0% eran asiáticos, el 0% eran isleños del Pacífico, el 0.07% eran de otras razas y el 1.41% pertenecían a dos o más razas. Del total de la población el 0.42% eran hispanos o latinos de cualquier raza.